# Оцимен
Оцимен  — смесь ациклических монотерпеновых углеводородов: 3,7-диметил-1,3,7-октатриена (α-оцимен, формула I) и 3,7-диметил-1,3,6-октатриена (β-оцимен, формула II).

## Свойства
Бесцветная жидкость с запахом базилика Ocimum basilicum.
Растворим в этаноле и эфирных маслах, нерастворим в воде и пропиленгликоле.
Устойчив в отсутствии кислорода, но легко окисляется на воздухе с образованием жёлтой смолистой массы. При нагревании изомеризуется в аллооцимен (2,6-диметил-2,4,6-октатриен).
Оцимен при действии натрия в спирте восстанавливается в дигидромирцен; действие на оцимен смеси серной и уксусной кислот приводит к оцименолу.

## Нахождение в природе и получение
Оцимен содержится в эфирном масле базилика и некоторых других эфирных маслах, из которых его выделяют фракционированием. Образуется также при пиролизе α-пинена.

## Применение
Оцимен используется как компонент некоторых парфюмерных композиций.